# Atletismo Sub-20

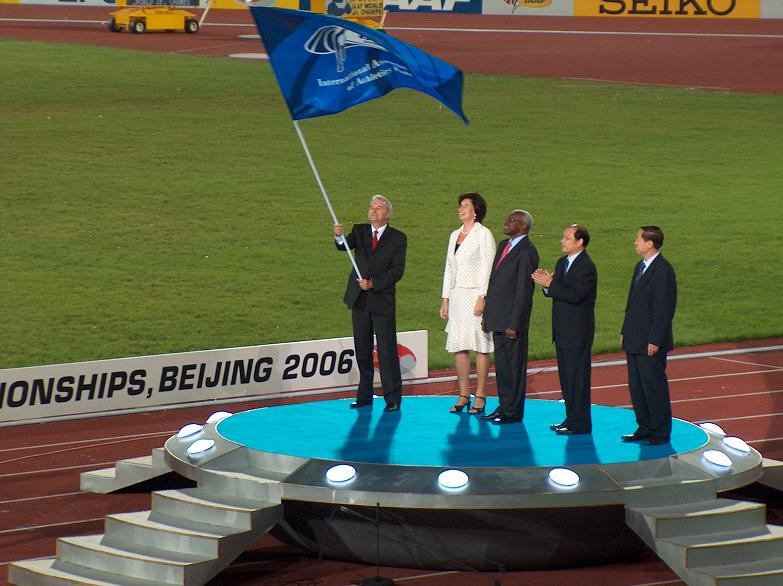
Mundial de Atletismo Juvenil de 2008 - Beijing

El atletismo sub-20 es una categoría de atletismo en la que compiten atletas que cumplen menos de 20 años durante el año en curso. Antiguamente era también conocida como categoría Junior. Las competiciones mundiales de atletismo sub-20 se llevan a cabo cada dos años y cuentan con la participación de los atletas de todo el mundo.

## Descripción
Los participantes en las competiciones de esta clase deben ser deportistas que no hayan cumplido los veinte años al 31 de diciembre del año en que se celebre la competencia.

## Competiciones

### Campeonatos
- Campeonato Mundial Sub-20 de la IAAF, organizado por la IAAF[2]
- Campeonato Europeo de Atletismo Sub-20, organizado por la EAA[3]
- Campeonato Africano de Atletismo Juvenil
- Campeonato Asiático de Atletismo Juvenil
- Campeonatos Juveniles Centroamericanos y del Caribe de Atletismo[4]
- Campeonato Panamericano de Atletismo Juvenil[5]
- Campeonato de Oceanía Junior de Atletismo, organizado por la OAA

### Juegos
- IWAS World Junior Games